# 제12회 부산독립영화제
제12회 부산독립영화제는 2010년 11월 25일에 열린 시상식이다.

## 수상 및 후보

### 공식상영작
- 상실의 기억 - 김유리 수상
- 미싱 - 손승웅 수상
- 잔인한 계절 - 박배일
- 엄마의 구름과자 - 박안나
- EXIT - 라한별
- 용용~죽겠지? - 장희철
- 위대한 보통 사람들 - 양영진
- 하루 - 김종우
- 커피 그리고 우유 - 무라트 콥츄
- 내가 잠든 사이에 - 서영준
- 타래 - 이재민
- 한 - 문상현
- 바보들의 행진 - 허은
- 서로 다른 - 이가영
- 병아리 아이스크림 - 김보영
- 슬픈 나의 밤 - 최형승
- 꿈의 궁전 - 정지연
- 무자비한 도시 - 장재철
- 한국인 이야기 - 황윤욱
- 나의 남자 - 김용태
- 또 뒤돌아보다 - 에브리 싱글 데이
- 로 - 김정남
- 유령들 - 서호빈
- 안녕하세요라는 자리의 이름 - 손기현
- 그들이 잃어버린 이름 - 권철범
- 노크 - 이지혜
- 커피믹스 - 김하늘
- 변신 - 장희철
- 기회를 만들어라 - 김동혁

### 특별초청작
- 마리와 레티 - 최진영
- 소나무 - 강지이
- 김삼진 - 오현민
- 강변북로에 서 있는 여자 - 임경희